# Cleora rostella
Cleora rostella är en fjärilsart som beskrevs av Fletcher 1967. Cleora rostella ingår i släktet Cleora och familjen mätare. Inga underarter finns listade i Catalogue of Life.